# Frank Ahrens
Frank Ahrens (* 27. Oktober 1963) ist ein ehemaliger deutscher Fußballspieler.

## Karriere
Er stand bereits in der Oberliga Baden-Württemberg Saison 1985/86 im Kader des SSV Ulm 1846, blieb in dieser Saison jedoch ohne Einsatz. Nachdem der Verein Baden-Württemberg-Meister geworden war, stieg er mit seiner Mannschaft in die 2. Bundesliga auf. In der Saison 1986/87 hatte er seinen einzigen Einsatz am 6. Dezember 1986 bei einem 0:0 bei Viktoria Aschaffenburg. Hier wurde er in der 61. Minute für Harald Häge eingewechselt. Nach dieser Saison verließ er den Verein wieder.